# Brigitte Profos
Brigitte Profos-Meier (* 15. Januar 1943 in Oberwil bei Zug, Zug) ist eine Schweizer Politikerin (SP). Von 2001 bis 2006 war sie Regierungsrätin des Kantons Zug, im Jahr 2005 bekleidete sie das Amt des Landammanns.

## Biografie
Brigitte Profos besuchte das Gymnasium Winterthur, das sie mit der Maturität abschloss. Danach liess sie sich am Oberseminar Zürich zur Primarlehrerin ausbilden, worauf eine Ausbildung zur Heilpädagogin am Heilpädagogischen Seminar Zürich folgte.
Brigitte Profos ist verheiratet und hat zwei Kinder.

## Politische Funktionen
Von der evangelisch-reformierten Kirchgemeinde des Kantons Zug wurde Profos 1978–1989 als Kirchenrätin gewählt und amtete 1982–1989 als Ratspräsidentin. Sie trat 1993 der Sozialdemokratischen Partei Zug bei. Von 1994 bis 1998 gehörte sie dem Zuger Kantonsrat an und engagierte sich vor allem in sozialen und gesundheitpolitischen Anliegen. Profos war von 1999 bis 2001 Mitglied der kantonalen Kommission für die Gleichstellung von Frau und Mann im Kanton Zug.
Bei den stark umkämpften Regierungsratswahlen 1998 trat sie an und unterlag ihrer Konkurrentin Monika Hutter. 2001 wurde sie Nachfolgerin von Monika Hutter, die als amtierende Regierungsrätin während des Zuger Attentats getötet worden war. Die Vorsteherin der
Direktion des Innern wurde am 16. Dezember 2004, als erste Frau, zum Landammann des Kantons Zug gewählt.
Von 2001 bis 2006 war Profos Mitglied der Geschäftsleitung der Sozialdemokratischen Partei des Kantons Zug.